# Abane Ramdane
Abane Ramdane  (en árabe:رمضان عبان; Azouza, Argelia, 10 de junio de 1920 – Tetuán, Marruecos, 27 de diciembre de 1957) fue un político y militante de la Revolución Argelina (1954-1962) que jugó un papel clave en la independencia del país. 
Abane Ramdane fue el gran líder político del Frente de Liberación Nacional (FLN), el partido que, junto con su brazo armado, el Ejército de Liberación Nacional, puso fin a la colonización francesa de Argelia. Supo unir dentro del FLN a todas las facciones de la resistencia del país, incluidos los comunistas, los ulemas reformistas, y los demócratas de Ferhat Abbas. 
Abane Ramdane fue el artífice del Congreso de Soummam (1956), que estructuró al movimiento independentista en torno a dos nuevos órganos, el Consejo Nacional de la Revolución Argelina (CNRA), y el Comité de Coordinación y Ejecución (CCE). Abane Ramdane se posicionó a la cabeza de este último.
El esquema de poder que diseñó Abane Ramdane en Soummam daba más peso a la "facción política" de la revolución frente a los guerrilleros y a otras figuras en el exterior como Ahmed Ben Bella. En este contexto de pugnas internas por el poder, fue asesinado por orden de los "triunviros" militares Belkacem, Boussouf y  Ben Tobbal en diciembre de 1957 mientras se encontraba en Marruecos. Su muerte representa el auge de los castrenses sobre los civiles en la gobernanza de Argelia, un patrón que todavía perdura en el siglo XXI.

## Primeros años e inicios de la Revolución
Abane Ramdane nace el 10 de junio de 1920 en la localidad de Azouza, en la región histórica de la Cabilia. Termina sus estudios en el colegio colonial de Blida en 1941, siendo la esperanza de sus padres que se integrara en la administración colonial francesa. En diciembre de 1942, iniciada la Segunda Guerra Mundial, es movilizado dentro del cuerpo colonial francés de Tiradores Argelinos. Como otros futuros líderes nacionalistas, sin embargo, deserta a los pocos meses, antes de partir hacia Italia, lo que le gana una primera estancia en prisión.
Aunque en 1947 Abane Ramdane ocupa temporalmente el cargo de teniente de alcalde en la localidad de Chelghoum Laïd, pronto se hace evidente que su interés está en la causa nacionalista argelina. En esta época, inicia su militancia en el Parti du Peuple Algérien (PPA) de Messali Hadj. Como él, muchos otros argelinos empiezan a movilizarse contra la presencia francesa en el país. Inspirados por el manifiesto de Ferhat Abbas (1943) y por el fin de la Segunda Guerra Mundial —conflicto en el que los argelinos fueron instrumentales para derrotar a los alemanes—, en el año 1945 crecen las protestas callejeras contra la colonización francesa. Las manifestaciones son brutalmente reprimidas por el Ejército francés y por colonos armados, dando lugar a las conocidas como masacres de Sétif y Guelma de mayo de 1945.
En este contexto de creciente represión, el PPA es disuelto por las autoridades francesas, si bien un año más tarde, en 1946, Hadj crearía el Movimiento por el Triunfo de las Libertades Democráticas (MTLD). En diciembre de 1949, Abane Ramdane es elegido como miembro del Comité Central del MTLD. Durante estos años, entra en contacto con Husein Aït Ahmed, responsable político de la Organisation Spéciale (OS). La OS es el brazo armado clandestino del MTLD a cargo de organizar una insurección militar, el cual no obstante sería desmantalado por la policía francesa entre 1950 y 1951. Como otros tantos miembros de la OS, en 1950 Ramdane es arrestado y, un año más tarde, es condenado a 5 años de prisión. Ramdane no se pliega a las autoridades carcelarias, e inicia varias huelgas de hambre que acaban con su traslado a la prisión de Ensisheim, en Francia continental.

## Abane Ramdane, líder político del Frente de Liberación Nacional

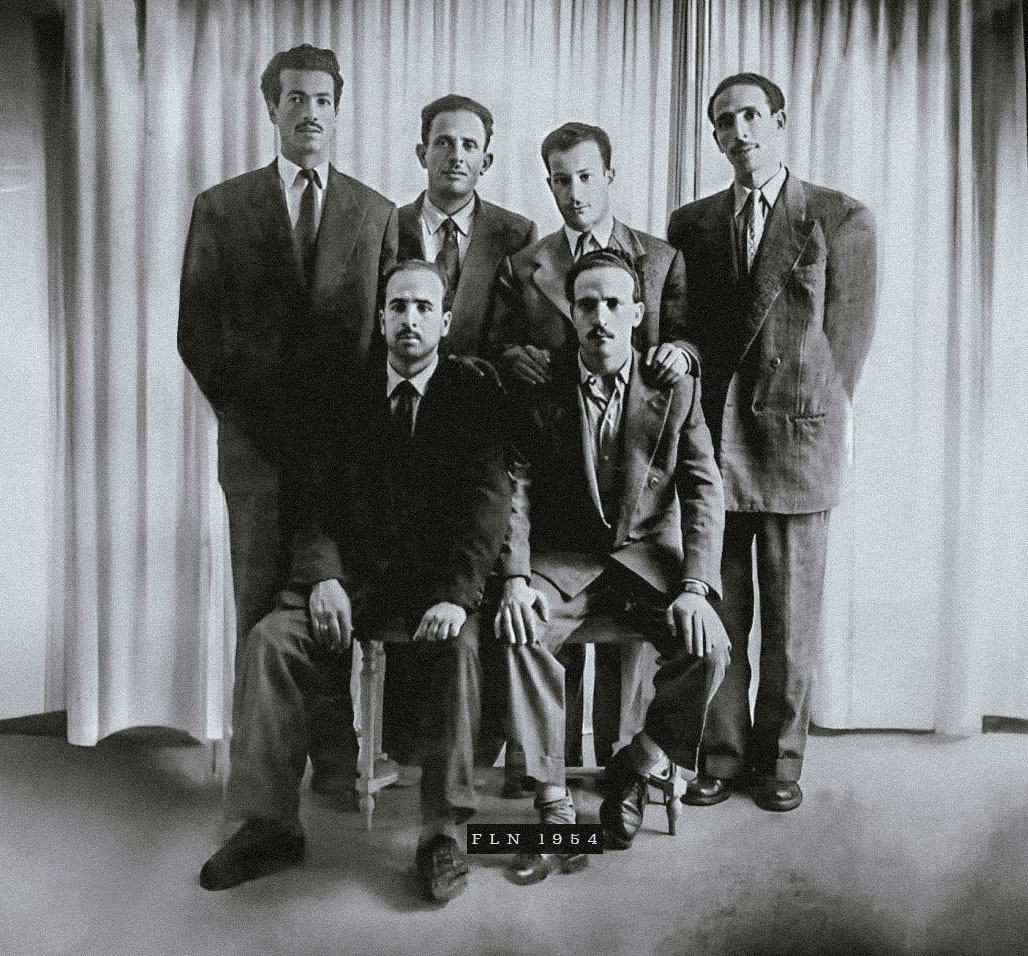
Los líderes de las cinco wilayas. De izquierda a derecha: Rabah Bitat (zona 4); Mostefa Ben Boulaïd (zona 1); y Mourad Didouche (zona 2). Abajo Krim Belkacem (zona 3) y Larbi Ben M'hidi (zona 5). Abane Ramdane —en el momento de la foto, todavía en prisión— es seleccionado como coordinador de las cinco wilayas al cargo de la Zona Autónoma de Argel. A la derecha de Mourad está también Mohamed Boudiaf.

El año 1954 es una fecha clave en la historia de Argelia. La batalla de Dien Bien Phu entre el Viet Minh y el Cuerpo Expedicionario Francés obliga a Francia a abandonar Indochina y hace patente el agotamiento de la metrópoli. París decide flexibilizar su política de dominación en Túnez y Marruecos, pero no así en Argelia. Las elecciones de febrero en la Asamblea Argelina dan el poder a los representantes de la Agrupación del Pueblo Francés, el partido fundado por Charles de Gaulle, el cual obtiene 39 de 60 escaños. La continua manipulación electoral de los comicios en Argelia parece dar fuerza a quienes argumentan que la vía militar es la única forma factible de forzar a Francia a abandonar la colonia.
Durante el mes de marzo, se organiza el Comité révolutionnaire d'unité et d'action (CRUA), el cual vertebra la oposición entre un partido político, el Frente de Liberación Nacional, y un grupo armado, el Ejército de Liberación Nacional (ELN). El germen del Frente de Liberación es el MTLD de Messali Hadj, si bien éste había rechazado la opción de la lucha armada representada por la ELN. A nivel territorial, el CRUA divide Argelia en cinco zonas de operaciones (wilayas): Aurès, Nord-Constantinois, Cabilia, Algérois y Oranie. Pronto se hace evidente un problema de confianza entre los líderes de las cinco wilayas y la necesidad de un centro que coordine entre ellas.
El 1 de noviembre de 1954, en el Día de Todos los Santos (Toussaint Rouge), estalla formalmente la Guerra de Independencia Argelina, con ataques simultáneos en varios puntos del país. Unos meses más tarde, en enero del 1955, Abane Ramdane sale de Francia tras cumplir su condena y se asienta en su localidad natal de Azozuza (Cabilia), bajo arresto domiciliario. El CRUA le identifica como la figura idónea para ser el líder político del FLN que aglutine a todas los nacionalistas argelinos y a las distintas wilayas. Con la ayuda del Comité, se traslada clandestinamente a Argel, donde se había establecido una Zona Autónoma (ZAA) a cuyo mando previamente se encontraba Yaceef Saadi. La ZAA se creó a partir del territorio de la wilaya 4, cuyo líder, Rabah Bitat, no parecía tener el suficiente peso político como para controlar la kasbah de la ciudad, y que acabaría siendo arrestado por los franceses en marzo de 1955.
El FLN queda oficialmente declarado el 1 de abril de 1955, en un manifiesto firmado por Abane Ramdane. Durante su liderazgo, el Frente consigue aglutinar a todas las fuerzas independentistas. La previa disolución del MTLD por orden del Consejo de Ministros francés, el 4 de noviembre de 1954, favorece tanto la absorción de sus miembros por parte del Frente como el traspaso del material militar de la erradicada OS hacia el Ejército de Liberación. La Unión Democrática del Manifiesto Argelino de Ferhat Abbas da su apoyo al FLN hacia finales de 1955 y, en enero de 1956, el Frente recibe también el respaldo de la Asociación de Ulemas Reformistas. En lo que respecta al Partido Comunista Argelino, Abane Ramdane personalmente participa en una serie de reuniones con los comunistas Bachir Haj Ali y Sadek Hadjeres, gracias a las cual consigue, el 1 de julio de 1956, la adhesión del grupo al FLN. Solo queda fuera del paraguas revolucionario Messali Hadj, el cual había creado varios meses atrás, en diciembre de 1954, su propia formación antibelicista, el Mouvement National Algérien (MNA). El MNA acaba siendo protagonista de una guerra intraargelina contra el FNL. Abane Ramdane llega a calificar a Hadj como un "viejo vergonzoso" "a la cabeza de un ejército de policías que le protegen contra la cólera del pueblo". En una carta dirigida a al delegación del FLN en El Cairo el 12 de abril de 1955, Abane Ramdane anuncia su voluntad de "asesinar" a todos los dirigentes del MNA.
El periodo de Abane Ramdane al frente del FLN también coincide con la internacionalización de su actividad. Tres de sus miembros, (Mohamed Khider, Aït Ahmed, y Ahmed Ben Bella) se convierten en la representación del movimiento independentista argelino en El Cairo, mientras que Mohamed Boudiaf opera desde el Marruecos español. El objetivo de la delegación exterior es conseguir apoyos para la lucha armada, y también lograr la sensibilización de organismos internacionales como la ONU hacia la causa argelina. En julio de 1956, se crea además un sindicato vinculado al FLN, la Unión General de Trabajadores Argelinos, el cual logra ser adscrito a la Confederación Internacional de Sindicatos Libres. Pertenecen también a este periodo la revista clandestina El Moudjahid y el himno argelino Kassaman compuesto por Moufdi Zakaria a instancias de Abane Ramdane.

## Congreso de Soummam y divisiones internas

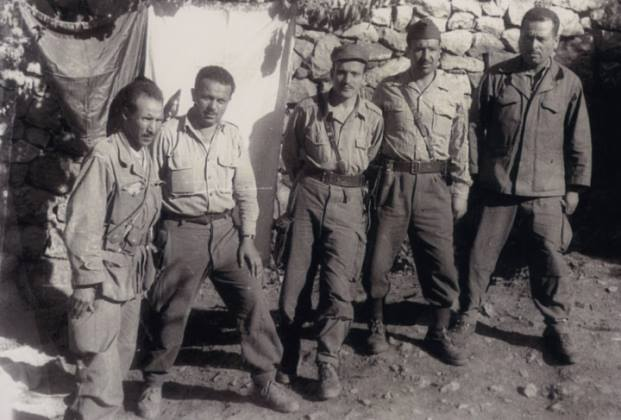
Congreso de Soummam en 1956. De izquierda a derecha: Youcef Zighoud, Abane Ramdane, Larbi Ben M'Hidi, Krim Belkacem y Amar Ouamrane.

En agosto de 1956, Abane Ramdane organiza el Congreso de Soummam con el apoyo de dos jefes de wilayas: Krim Belkacem (Zona 3 - Cabilia) y Larbi Ben M'hidi (Zona 5 - Oranie). En la reunión, se acuerda la creación de nuevos órganos protoestatales, el Consejo Nacional de la Revolución Argelina (CNRA), y el Comité de Coordinación y Ejecución (CCE). Este último está compuesto por Ben M'hidi y Belkacem como representantes militares y por tres figuras políticas, una de ellas el propio Abane Ramdane. Siendo mayoría, la "facción política" se impone y él consolida su poder como líder, que ya no habla solo en nombre de la Zona Autónoma de Argel sino de toda la oposición. Las propias deliberaciones del Congreso establecen "la primacía de lo político sobre lo militar y del interior frente al exterior", al tiempo que introducen reformas en la estructura del ELN. 
El apuntalamiento de Abane Ramdane es criticado por los guerrilleros sobre el terreno, que se consideran los verdaderos responsables de avanzar hacia la independencia, y desde el exterior por Ben Bella, que rivaliza con él por el poder. En una carta dirigada a Abane Ramdane, Ben Bella señala el carácter "no representativo" del Congreso por la ausencia de delegados de Aurès y del grupo extranjero. Ben Bella también critica la propuesta laicidad del Estado y la posibilidad de que los europeos se integren al nuevo Estado argelino independiente. En todo caso, el secuestro ilegal de Ben Bella a manos de los franceses en octubre de 1956 pone temporalmente fin al enfrentamiento.
A principios de 1957, Abane Ramdane y Ben M'hidi deciden iniciar la batalla de Argel, la cual sin embargo acabará en una derrota cuando los paracaidistas franceses toman la ciudad. El fracaso en Argel debilita la imagen de Abane Ramdane, quien por otro lado también pierde el respaldo de Ben M'hidi, atrapado y ejecutado por los franceses. En respuesta a las acciones de Francia en la capital, Belkacem inicia una serie de atentados en la Cabilia que son considerados como inoportunos por Abane Ramdane y que una vez más tensan las relaciones entre la facción política y la militar. Obligados a abandonar el país tras la caída de Argel, en junio de 1957 los líderes independentistas se reúnen en Guenzet (Túnez) y, dos meses más tarde, en El Cairo (Egipto). El resultado de estas reuniones es la reforma del Comité de Coordinación y Ejecución, el cual pasa de tener 5 a 12 miembros. Se mantienen 3 representantes políticos y los guerrilleros pasan de 2 a 9 asientos. Tanto Abane Ramdane como Belkacem permanecen en el órgano. También se reforma el CNRA, que igualmente acaba en manos de la facción militar. Ahora, el centro de poder ya no está en Abane Ramdane sino en Krim Belkacem, que se apoya en Abdelhafid Boussouf y Lajdar Ben Tobbal (los "3B") como sus principales valedores.

## Asesinato a manos de la facción militar

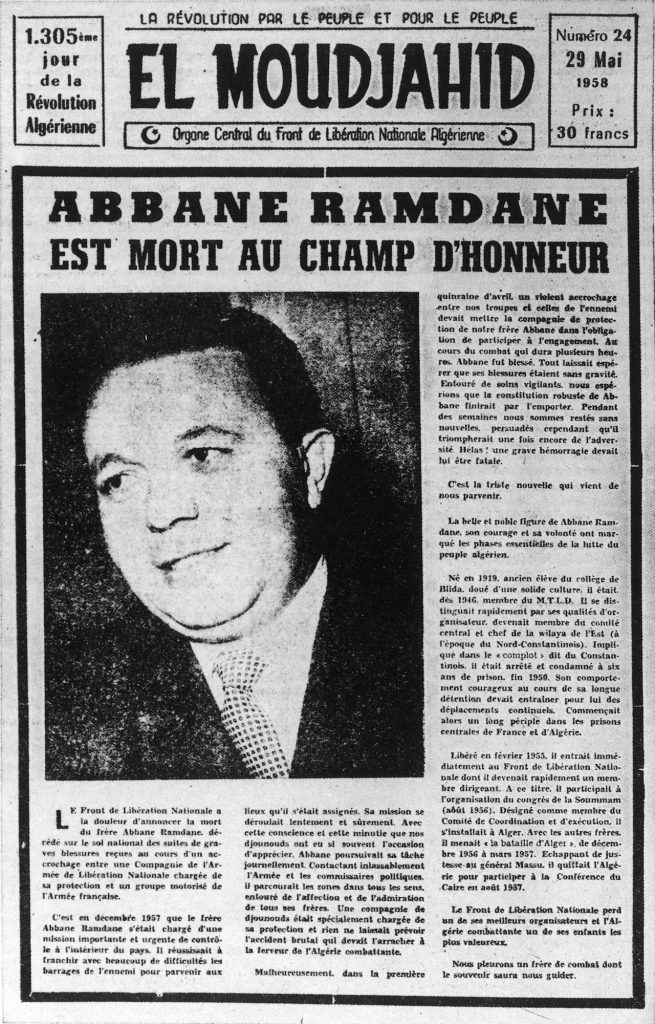
"Abane Ramdane, muerto en el campo de honor". El periódico Moudjahid atribuyó falsamente a los franceses la responsabilidad de su muerte.

Hacia finales de 1957, Belkacem, Boussouf y Ben Tobbal empiezan a urdir una conjura para deshacerse de Abane Ramdane de una vez por todas. A través de falsos mensajes, Boussouf le hace creer que los argelinos están perdiendo el apoyo de Marruecos, deteniendo a los partidarios de la independencia y entorpeciendo el tráfico de armas. Preocupado por la situación, el 24 de diciembre Abane Ramdane se desplaza al país para ser parte de una comitiva que supuestamente a a reunirse con el rey Mohammed V. Una vez en Tánger, sin embargo, es estrangulado y su muerte, falsamente atribuida a los franceses. No será hasta 1963 cuando el entonces presidente Ben Bella revele la verdad detrás del fallecimiento.
La muerte de Abane Ramdane encumbra al triunvirato Belkacem - Boussouf - Ben Tobbal, pero pronto estos mismos serán eclipsados por otra figura militar, Houari Boumédiène, jefe del nuevo Estado Mayor General. Durante el "verano de la discordia" de 1962, Ben Bella y Boumédiène protagonizan una toma de poder contra el presidente del Gobierno Provisional de la República de Argelia (GPRA), Ferhat Abbas. Ben Bella se convertiría en el primer presidente efectivo de Argelia, solo para ser depuesto en junio de 1956 por el propio Boumédiène. Así, aunque el poder de los triunviros que asesinaron a Abane Ramdane es efímero, el homicidio marca una tendencia en los militares argelinos a imponerse violentamente sobre los líderes civiles del país, una dinámica que continúa en la actualidad.